# Alexander Volkanovski
Alexander Volkanovski, född 29 september 1988 i Shellharbour, är en australisk MMA-utövare som sedan 2016 tävlar i organisationen Ultimate Fighting Championship. 
Den 14 december 2019 blev Volkanovski fjäderviktsmästare i UFC efter att ha besegrat Max Holloway vid UFC 245. Vid UFC 251 den 12 juli 2020 försvarade han fjäderviktstiteln i ett nytt möte med Max Holloway. Vid UFC 266 den 25 september 2021 försvarade Volkanovski sin titel för andra gången mot Brian Ortega.